# Stenohya heros
Stenohya heros är en spindeldjursart som först beskrevs av Beier 1943.  Stenohya heros ingår i släktet Stenohya och familjen helplåtklokrypare. Inga underarter finns listade i Catalogue of Life.